# Пулинович, Ярослава Александровна
Ярослава Александровна Пулинович (род. 13 июля 1987, Омск, СССР) — российский драматург и сценарист.

## Биография
Родилась 13 июля 1987 года в Омске в семье журналистов. До переезда в Екатеринбург жила в Салехарде, Пыть-яхе и Ханты-Мансийске. В 2004 году окончила среднюю школу в Ханты-Мансийске.
В 2004 году, не пройдя конкурс на актерское отделение, поступила на отделение драматургии  Екатеринбургского государственного театрального института (курс Николая Коляды), окончила его в 2009 году.
Стипендиат Союза театральных деятелей. Автор пьес «Карнавал заветных желаний» (вошла в шорт-лист фестиваля драматургии «Евразия — 2005»), «Учитель химии» (финалист литературной премии «Дебют», лауреат премии «Голос поколения» от Министерства культуры и кинематографии), «Мойщики» (лауреат фестиваля драматургии «Евразия — 2007», шорт-лист фестиваля «Новая драма»), «Наташина мечта» (лауреат премии «Дебют») и других.
Пьесы Ярославы Пулинович публиковались в журнале «Урал» и сборниках «Всё будет хорошо», «Театр в Бойлерной», «Пьесы в Щелыково», в книгах премии «Дебют» и др. изданиях, ставились в более чем сорока театрах России, а кроме того в театрах Англии, Польши, Украины, Эстонии, США. Лауреат премий «Голос поколения», «Дебют», «Евразия», «Новая пьеса» (в рамках «Золотой маски»), «Арлекин», «Текстура», «Долг. Честь. Достоинство» и др. По версии газеты «Moscow times», пьеса «Наташина мечта» входит в десятку лучших русских пьес начала XXI-го века.
Фильм, снятый по её сценарию, «Я не вернусь» удостоился специального упоминания на фестивале Трайбека 2014 в Нью-Йорке, получил главный приз фестиваля Film by the Sea (Влиссинген, Нидерланды, 2014 год), а также приз Президента Белоруссии «За гуманизм и духовность в кино» на XXI Минском международном кинофестивале «Лістапад» (Минск, 2014 год). На международном кинофестивале фильмов о правах человека «Сталкер» (Москва, 2014 год) сценарий «Я не вернусь» получил приз имени драматурга Валерия Фрида за лучший сценарий.
В 2018 году получила премию имени Бажова в номинации «Мастер. Проза» за сборник пьес «Победила я».
Живет в Екатеринбурге. Замужем за российским прозаиком и критиком
Романом Сенчиным.
С 2018 года является штатным драматургом Русского театра Эстонии.

## Произведения

### Пьесы
- 2005 — «Карнавал заветных желаний»
- 2006 — «Учитель химии»
- 2007 — «Мойщики»
- 2008 — «За линией»
- 2008 — «Наташина мечта». Первая постановка — 2009 г., Саратовский ТЮЗ им. Ю. П. Киселева. Также поставлена в 2009 году Центром драматургии и режиссуры («Сцена на Беговой»), режиссёр Георг Жено[10]. В 2011 году поставлена в молодёжном театре «Буриме» (г. Тюмень), режиссёр Варвара Торская. Поставлена в 2010—2011 годах в театральной студии «Арт-Антре», Шарыпово. В 2015 в астраханском театре "Периферия". В 2016 в Тобольском драматическом театре имени П. П. Ершова. В 2020 году в театре «Арлекин», Бостон, США (Arlekin Olayres Theatre, Boston, USA), на платформе Zoom, режиссер Игорь Голяк.
- 2009 — «Облако счастья»
- 2009 — «Победила я» (первая постановка — 2009 г., Саратовский ТЮЗ им. Ю. П. Киселева)
- 2009 — инсценировка «Леди Макбет Мценского уезда»
- 2010 — «Трефовая невеста»
- 2010 — инсценировка «Золоченые лбы»
- 2011 — «Бесконечный апрель»
- Драматурги Вадим Леванов и Ярослава Пулинович на театральном проекте «Новые чтения» в Тольятти в мае 2009 года.2011 — «Птица Феникс возвращается домой» поставлена в 2012 году в Озерском театре драмы и комедии «Наш дом» Е.Гороховской.
- 2012 — «Как я стал». В 2015 поставлена в Тобольском драматическом театре имени П. П. Ершова.
- 2013 — «Жанна». В 2012 году поставлена И. Ротенбергом в Театре наций (Москва)[11]. В июне 2022 года завершились съемки художественного фильма по мотивам спектакля с Ксенией Раппопорт в главной роли, режиссёром выступил Константин Статский (Просянников), картина выйдет на платформе IVI[12][13][14]. Вышла отдельным изданием в серии «Библиотека Свердловского академического театра драмы» (Екатеринбург, Издательство АМБ, 2013).
- 2013 — «Сомнамбулизм»
- 2014 — «Хор Харона»
- 2015 — «Земля Эльзы». В 2016 году поставлена Юлией Ауг в Театре на Таганке (Москва). А в 2021 году пьеса была поставлена на сцене Московского драматического театра на Перовской.
- 2021 — «Житие Федора Михайловича и Алевтины Павловны, или жаркое ковидное лето». В 2022 году поставлена Галиной Зальцман в Московском театре «Современник»[15].

### Киносценарии
- 2010 — «Как поймать магазинного вора»
- 2012 — «Четвёртое измерение»
- 2014 — «Я не вернусь»
- 2016 — «Птица»
- 2016 — «Ёлки 5»
- 2018 — «Как я стал...»
- 2023 — «Вера»

### Экранизации
- 2022 — «Жанна», по одноимённой пьесе